# Oldsmobile Alero
O Alero  é um sedan de porte médio da Oldsmobile. 